# Eugène Martin
Eugène Martin,  francoski dirkač Formule 1, * 24. marec 1915, Suresnes, Francija, † 12. oktober 2006, Rochelle, Francija.
Debitiral je na sploh prvi dirki v zgodovini Formule 1 za Veliko nagrado Velike Britanije v sezoni 1950, kjer je odstopil. Odstopil je tudi na svoji drugi in zadnji dirki iste sezone za Veliko nagrado Švice. Umrl je leta 2006 v visoki starosti.

## Popolni rezultati Formule 1
(legenda) (odebeljene dirke pomenijo najboljši štartni položaj, poševne pa najhitrejši krog, †-uvrščen kljub odstopu)
| Leto | Moštvo                     | Šasija              | Motor             | 1      | 2   | 3   | 4       | 5   | 6   | 7   | Prv | Toč |
| ---- | -------------------------- | ------------------- | ----------------- | ------ | --- | --- | ------- | --- | --- | --- | --- | --- |
| 1950 | Automobiles Talbot-Darracq | Lago-Talbot T26C-DA | Talbot Straight-6 | VB Ret | MON | 500 | ŠVI Ret | BEL | FRA | ITA | -   | 0   |